# 櫻田百合子
櫻田 百合子（さくらだ ゆりこ、1967年11月2日 - ）は日本の政治家。青森県十和田市長（1期目）。

## 来歴
鳥取県東伯郡大栄町（現在の同郡北栄町）出身。1986年（昭和61年）3月、倉吉北高等学校卒業。同年、陸上自衛隊に勤務。1996年（平成8年）、桜田整骨院に勤務。2018年（平成30年）、夫で十和田市議会副議長を務めた櫻田博幸の死去に伴う十和田市議会議員補欠選挙に初当選。以降3回連続当選。2023年（令和5年）十和田市議会副議長。
2025年1月19日投開票の十和田市長選挙に、引退する小山田久市長の実質的な後継者として出馬した。同選挙には過去最多の5人が立候補。その中でも櫻田は、入党間もないながら自民党から推薦され、また建設業界などの団体に支えられた盤石な組織基盤を持ちながら、政治風土改革などを訴えた団体役員の畑中宏之に肉薄され296票の僅差で振り切った。当日の有権者数は4万9491人、最終投票率は50.82%
。
※当日有権者数：49,461人 最終投票率：50.82%（前回比：pts）
| 候補者名   | 年齢 | 所属党派 | 新旧別 | 得票数       | 得票率 | 推薦・支持         |
| ---------- | ---- | -------- | ------ | ------------ | ------ | ------------------ |
| 櫻田百合子 | 57   | 無所属   | 新     | 10,530票     | 42.23% | （推薦）自由民主党 |
| 畑中宏之   | 61   | 無所属   | 新     | 10,234.971票 | 41.04% |                    |
| 西村雅博   | 70   | 無所属   | 新     | 3,686票      | 14.78% |                    |
| 庄子弘幸   | 70   | 無所属   | 新     | 298.028票    | 1.20%  |                    |
| 沢橋幸治   | 63   | 無所属   | 新     | 187票        | 0.75%  |                    |

選挙戦では、不妊治療の費用負担軽減や3歳未満の保育料を第1子から無料化するといった子育て施策のほか十和田市と八戸市を結ぶ産業道路を整備することなどを訴えて支持を広げた。当選後のインタビューでは「子育て支援だけでなく地元の産業に従事する人たちや高齢者を含めて誰一人取り残さない十和田市をつくるための施策を展開してゆきたい」と抱負を述べた。
2025年1月30日付で十和田市長に就任。
櫻田は、青森県内初の女性市長となる。町村長まで加えると外ヶ浜町の山﨑結子に次いで2人目となる。

## 関連リンク
- 桜田ゆりこ公式ホームページ
- ようこそ市長室へ - 十和田市公式ホームページ